# Pierre Amable Jean-Baptiste Trannoy
Pour les articles homonymes, voir Trannoy.
Pierre Amable Jean-Baptiste Trannoy, né à Amiens le 22 novembre 1772 et mort le 26 mars 1831 dans la même ville, est un botaniste, médecin et hygiéniste français.

## Biographie
Il est chirurgien-major d'un bataillon de réquisitionnaires de sa ville natale, puis chirurgien en second de l'Hôtel-Dieu d'Amiens situé chaussée Saint-Leu.
En 1798, il est nommé conservateur et directeur du Jardin botanique d'Amiens et professeur d'histoire naturelle à l’École centrale d'Amiens, chaire qu'il occupe jusqu'à la suppression de cette école en 1802. Le cours de botanique devenu communal est continué par l'ancien titulaire jusqu'en 1807 inclusivement.
En 1801, il passe une thèse de médecine, à la Faculté de Paris, intitulée : « Sur le pronostic des affections sympathiques de l'œil dans les maladies aiguës. »
En 1807 et 1808, il est professeur d’anatomie, de physiologie, de matière médicale et d’hygiène aux hospices civils d’Amiens.
En 1815, il est nommé médecin des épidémies pour les arrondissements d'Amiens et de Dourlens (actuellement devenu Doullens).
En 1819, il écrit un « Traité élémentaire des maladies épidémiques ou populaires » à l'usage des officiers de santé.

« Cette production, fruit de l'observation, de l'étude et d'une sage pratique, fut mentionnée honorablement dans plusieurs journaux de médecine et dans divers procès-verbaux de sociétés savantes, et valut successivement à l'auteur le titre de membre associé du Comité médical, de l'Athénée de médecine, de la Société de médecine pratique, de la faculté royale académiques des Sciences de la faculté de Paris et des sociétés royales de Lyon et de Bordeaux. »

Trannoy est auteur d'un mémoire en réponse à ces questions posées par l'Académie des sciences, belles-lettres et arts de Rouen mises au concours en 1822 : « 1° Est-il prouvé qu'il existe des fièvres par infection sans être contagieuse ? 2° Quelles sont les principales causes qui donnent lieu à leur développement ? 3° Quels sont les moyens propres à les prévenir ou en arrêter les progrès ? »

« Ce mémoire a fixé l'attention des médecins observateurs qui reconnaissent que les fièvres les plus simples, par suite de la malpropreté, l'encombrement des malades dans des endroits où l'air circule peu, produisent des symptômes d'adynamie et d'ataxie, d'où résultent des émanations morbifiques. »

Joseph-Marie Quérard note aussi que : 

« En qualité de médecin des pauvres, M Trannoy a inséré, dans les journaux, diverses observations accueillies avec intérêt, et surtout celle où, par des expériences sur des animaux, il démontre que le sucre n'est pas l'antidote de l'empoisonnement par le vert-de-gris, comme l'avait avancé M. Gallet. »